# Генерал от инфантерии
Генерал от инфантерии
 Русской армии

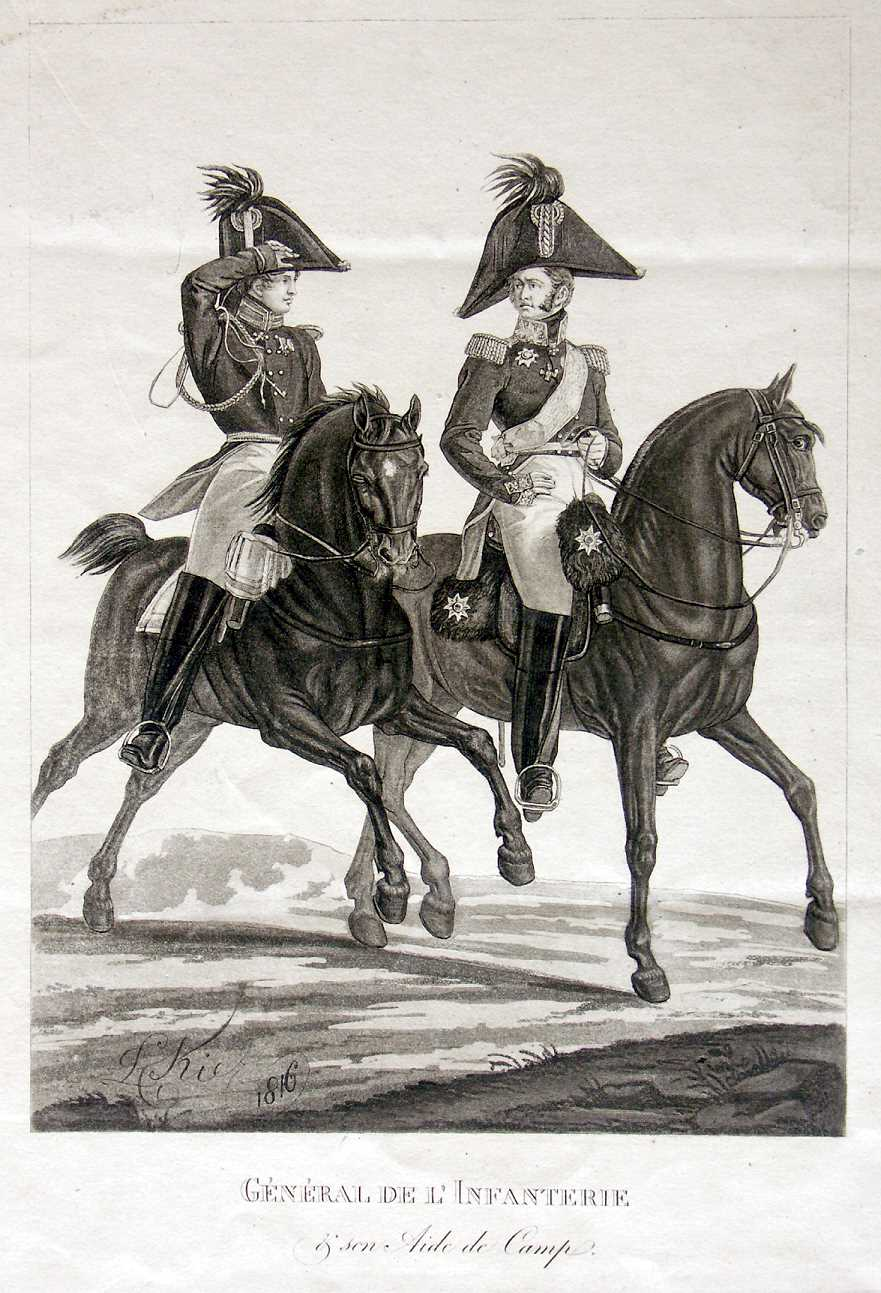
Лев Киль. Генерал от инфантерии с адъютантом эпохи Наполеоновских войн

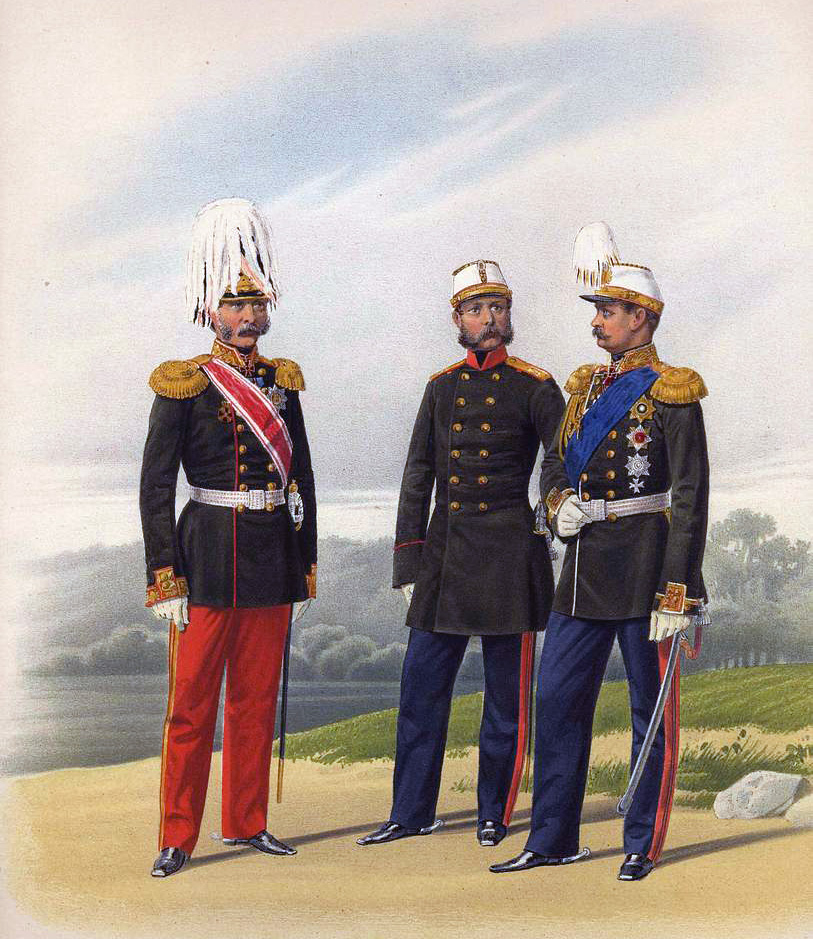
Пиратский К. К. Пехотные Генералы и Генерал-Адъютант. 1862 г.

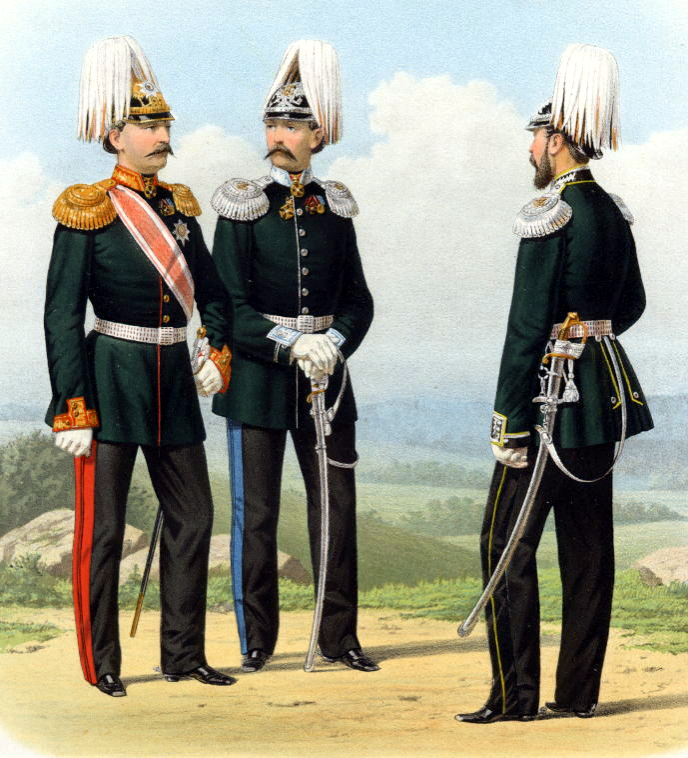
Губарев П. К. Генерал, состоящий по Пехоте, и Военно-походные: Шталмейстер и Начальник Императорских Дворцовых телеграфов. 1873 г.

Генера́л от инфанте́рии — один из высших воинских чинов в Вооружённых силах Российской империи и воинское звание в некоторых других ВС европейских государств.

## Русское царство и Российская империя

### Армия Петра I
В Русском царстве в войске, позднее в Армии чин введён государем Петром I. В 1700 году три генерала возглавили три «генеральства» (позже — дивизии):
- А. А. Вейде
- А. И. Репнин
- А. М. Головин

В битве под Нарвой (1700 год) в плен попали Адам Адамович Вейде и Автоном Михайлович Головин. Таким образом, в Русской армии остался один действующий генерал Аникита Иванович Репнин, который с введением раздельного командования пехотой и кавалерией стал именоваться генералом от инфантерии.
Освободившиеся из шведского плена русские генералы:
- А. А. Вейде (вернулся в Россию в 1710 году) у Н. Н. Бантыш-Каменского при получении ордена Святого Андрея Первозванного в 1714 году уже наименован генерал-аншефом.
- А. М. Головин (вернулся в Россию в 1719 году) при получении ордена Святого Андрея Первозванного назван генералом от инфантерии.

В 1711 году в Прутском походе в Русской армии было уже 4 пехотные дивизии, которые по штату должен был возглавлять «полный генерал» (этот чин трактовался позже и как генерал-аншеф, и как генерал от инфантерии). Во главе дивизий были поставлены:
- А. А. Вейде
- А. И. Репнин
- Л. Н. Алларт
- Н. Энцберг

Чин генерала от инфантерии вошёл в Табель о рангах 1722 года, но после того как в 1724 году А. И. Репнин удостоен чина генерал-фельдмаршала, он больше не использовался и был заменен общим чином генерал-аншефа.

### С 1796 года
Вновь введён Павлом I 29 ноября 1796 года вместо чина генерал-аншефа. Соответствовал 2-му классу Табели о рангах, с обращением «Ваше высокопревосходительство». Соответствовал чинам флотского адмирала и статской службы действительного тайного советника. Генерал от инфантерии по должности мог быть генерал-инспектором пехоты или стрелковой части в войсках, командующим войсками военного округа, руководить крупными воинскими соединениями (корпусом) и объединениями (армией, фронтом). Был ниже чина генерал-фельдмаршала и выше генерал-лейтенанта.

### Упразднение чина в 1917 году
На территории Петроградского военного округа чин прекратил существование с 3 (16) декабря 1917 года на основании приказа по округу.
На остальной территории Российской республики, подконтрольной Совнаркому, чин прекратил существование с 17 (30) декабря 1917 года — даты вступления в силу принятого Совнаркомом «Декрета об уравнении всех военнослужащих в правах».

### Список генералов от инфантерии
Перед именем указан год производства в чин, после имени — годы жизни. В список включены генералы от инфантерии, в том числе которым впоследствии был присвоен более высокий чин генерал-фельдмаршала.
1. 1796 — Архаров, Николай Петрович (1742—1814)
2. 1796 — Воронцов, Семён Романович (1744—1832)
3. 1796—1797 — Голицын, Иван Фёдорович (1731—1797)
4. 1796 — Гудович, Андрей Васильевич (1730—1808)
5. 1796 — Гудович, Иван Васильевич (1732—1820)[К 1]
6. 1796 — Ламберт, Генрих-Иосиф (1738—1808)[6]
7. 1796 — Долгоруков, Юрий Владимирович (1740—1830)
8. 1796 — Дурново, Николай Дмитриевич (1733—1815)
9. 1796 — Зубов, Валериан Александрович (1771—1804)
10. 1796 — Игельстром, Осип Андреевич (1737—1823)
11. 1796 — Каменский, Михаил Федотович (1738—1809)[К 2]
12. 1796 — Каховский, Михаил Васильевич (1734—1800)
13. 1796 — Мещерский, Платон Степанович (1718—1799)
14. 1796 — Потоцкий, Станислав Феликс (1752—1805)
15. 1796 — Прозоровский, Александр Александрович (1732—1809)[К 3]
16. 1796—1797 — Свистунов, Пётр Семёнович (1732—1808)
17. 1796 — Тутолмин, Тимофей Иванович (1740—1809)
18. 1796 — Унгерн-Штернберг, Карл Людвиг (?—1797)
19. 1796 — Философов, Михаил Михайлович (1732—1811)
20. 1796 — Чернышёв, Андрей Гаврилович (1720—1797)
21. 1796 — Эльмпт, Иван Карпович (1725—1802)[К 4]
22. 1797—1798, 1798 — Беклешов, Александр Андреевич (1745—1808)
23. 1797 — Бешенцов, Пётр Фёдорович (?—1797)
24. 1797 — Голицын, Сергей Фёдорович (1749—1810)
25. 1797 — Кохиус, Иван Степанович (Иоганн Франц; 1729—1797)
26. 1797 — Ламб, Иван Варфоломеевич (?—1801)
27. 1797 — Левашов, Василий Иванович (1740—1804)
28. 1797 — Ливен, Иван Романович (1736—1809)
29. 1797 — Розенберг, Андрей Григорьевич (1730—1813)
30. 1797—1797 — Ромодановский-Ладыженский, Николай Иванович (1746—1803)
31. 1797 — Трейден, Христофор Иванович (1735—1809)
32. 1797 — Якоби, Иван Варфоломеевич (1726—1803)
33. 1798 — Арбенев, Иоасаф Иевлевич (1742—1808)
34. 1798 — Архаров, Иван Петрович (1744—1815)
35. 1798 — Бенкендорф, Христофор Иванович (1749—1823)
36. 1798 — Вязмитинов, Сергей Кузьмич (1744—1819)
37. 1798 — Голенищев-Кутузов, Михаил Илларионович (1747—1813)[К 5]
38. 1798 — Кастро-Лацерд, Яков Антонович (1733—1800)
39. 1798 — Ласси, Борис Петрович (1737—1820)
40. 1798 — Ферзен, Иван Евстафьевич (1739—1800)
41. 1798 — Хрущёв, Алексей Иванович (1742—1805)
42. 1798—1800 — Шаховской, Иван Андреевич (1740—1811)
43. 1798 — Штрандман, Густав Густавович (1742—1803)
44. 1798 — Штрандман, Отто Густавович (1746—1827)
45. 1799 — Волконский, Михаил Михайлович (?)
46. 1799 — Врангель, Карл Романович (1743—1821)
47. 1799 — Герман, Иван Иванович (1744—1801)
48. 1799 — Гика, Иван Карлович (1756—?)
49. 1799 — Долгоруков, Пётр Петрович (1744—1815)
50. 1799 — Карл Людвиг, маркграф Баденский (1728—1811)
51. 1799 — Карл Фридрих, принц Баденский (1755—1801)
52. 1799 — Леццано, Борис Борисович (1760—1827)
53. 1799—1801 — Повало-Швейковский, Яков Иванович (1750—1807)
54. 1799—1801 — Сибирский, Василий Фёдорович (1758—1816)
55. 1799 — Спренгпортен, Егор Максимович (1740—1819)
56. 1799 — Ферзен, Ермолай Егорович (1742—1808)
57. 1800 — Дашков, Аполлон Андреевич (1753—1808)
58. 1800 — Зубов, Платон Александрович (1767—1822)
59. 1800 — Львов, Сергей Лаврентьевич (1742—1812)
60. 1800 — Мещерский, Иван Иванович (?—1813)
61. 1800 — Набоков, Александр Иванович (1749—1807)
62. 1800 — Обольянинов, Пётр Хрисанфович (1753—1841)
63. 1800 — Свечин, Николай Сергеевич (1758—1850)
64. 1800 — Тизенгаузен, Антон Иванович (1752—1830)
65. 1800 — Фенш, Андрей Семёнович (1756—1828)
66. 1800 — Чирков, Александр Александрович (1764—1800)
67. 1801 — Булгаков, Сергей Алексеевич (1747—1818)
68. 1801 — Римский-Корсаков, Александр Михайлович (1753—1840)
69. 1801 — Татищев, Николай Алексеевич (1739—1823)
70. 1802 — Будберг, Андрей Яковлевич (1750—1812)
71. 1803 — Буксгевден, Фёдор Фёдорович (1750—1811)
72. 1804 — Цицианов, Павел Дмитриевич (1754—1806)
73. 1806 — Кнорринг, Богдан Фёдорович (1739—1825)
74. 1807 — Лобанов-Ростовский, Дмитрий Иванович (1758—1838)
75. 1809 — Багратион, Пётр Иванович (1769—1812)
76. 1809 — Барклай де Толли, Михаил Богданович (1757—1818)[К 6]
77. 1809 — Каменский, Николай Михайлович (1776—1811)
78. 1809 — Милорадович, Михаил Андреевич (1771—1825)
79. 1810 — Дохтуров, Дмитрий Сергеевич (1759—1816)
80. 1810 — Каменский, Сергей Михайлович (1771—1834)
81. 1810 — Ламздорф, Матвей Иванович (1745—1828)
82. 1811 — Ланжерон, Александр Фёдорович (1763—1831)
83. 1812 — Армфельт, Густав Максимович (1757—1814)
84. 1812 — Ростопчин, Фёдор Васильевич (1765—1826)
85. 1813 — Остен-Сакен, Фабиан Вильгельмович (1752—1837)[К 7]
86. 1813 — Ртищев, Николай Фёдорович (1754—1835)
87. 1814 — Горчаков, Алексей Иванович (1769—1817)
88. 1814 — Евгений Фридрих Карл Павел Людвиг, принц Вюртембергский (1787—1857)
89. 1814 — Толстой, Пётр Александрович (1770—1844)
90. 1817 — Волконский, Пётр Михайлович (1776—1852)[К 8]
91. 1817 — Коновницын, Пётр Петрович (1764—1822)
92. 1817 — Остерман-Толстой, Александр Иванович (1771—1857)
93. 1818 — Ермолов, Алексей Петрович (1777—1861)
94. 1819 — Горчаков, Андрей Иванович (1779—1855)
95. 1819 — Ливен, Христофор Андреевич (1774—1838)
96. 1819 — Штейнгель, Фаддей Фёдорович (1762—1831)
97. 1819 — Эссен, Пётр Кириллович (1772—1844)
98. 1823 — Август Павел Фридрих, принц Гольштейн-Ольденбургский (1783—1853)
99. 1823 — Алексиус Фридрих Христиан, герцог Ангальт-Бернбургский (1767—1834)
100. 1823 — Балашов, Александр Дмитриевич (1770—1837)
101. 1823 — Бахметев, Алексей Николаевич (1774—1841)
102. 1823 — Берг, Григорий Максимович (1765—1838)
103. 1823 — Капцевич, Пётр Михайлович (1772—1840)
104. 1823 — Паулуччи, Филипп Осипович (1779—1849)
105. 1823 — Сабанеев, Иван Васильевич (1772—1829)
106. 1823 — Сукин, Александр Яковлевич (1764—1837)
107. 1823 — Татищев, Александр Иванович (1763—1833)
108. 1823 — Щербатов, Алексей Григорьевич (1776—1848)
109. 1823 — Эртель, Фёдор Фёдорович (1768—1825)
110. 1825 — Воронцов, Михаил Семёнович (1782—1856)[К 9]
111. 1826 — Дибич, Иван Иванович (1785—1831)[К 10]
112. 1826 — Довре, Фёдор Филиппович (1764—1846)
113. 1826 — Жомини, Генрих Вениаминович (1779—1869)
114. 1826 — Котляревский, Пётр Степанович (1782—1851)
115. 1826 — Паскевич, Иван Фёдорович (1782—1856)[К 11]
116. 1826 — Розен, Григорий Владимирович (1782—1841)
117. 1826 — Рудзевич, Александр Яковлевич (1775—1829)
118. 1826 — Толь, Карл Фёдорович (1777—1842)
119. 1826 — Шаховской, Иван Леонтьевич (1777—1860)
120. 1827 — Ливен, Карл Андреевич (1767—1844)
121. 1828 — Башуцкий, Павел Яковлевич (1771—1836)
122. 1828 — Вельяминов, Иван Александрович (1772—1837)
123. 1828 — Демидов, Николай Иванович (1771—1833)
124. 1828 — Инзов, Иван Никитьевич (1768—1845)
125. 1828 — Канкрин, Егор Францевич (1774—1845)
126. 1828 — Комаровский, Евграф Федотович (1769—1843)
127. 1828 — Курута, Дмитрий Дмитриевич (1769—1833)
128. 1828 — Рот, Логгин Осипович (1780—1851)
129. 1828 — Хованский, Николай Николаевич (1777—1837)
130. 1829 — Закревский, Арсений Андреевич (1786—1865)
131. 1829 — Левицкий, Михаил Иванович (1761—1841)
132. 1829 — Потоцкий, Станислав Осипович (1776—1830)
133. 1829 — Поццо-ди-Борго, Карл Осипович (1764—1842)
134. 1831 — Бистром, Карл Иванович (1770—1838)
135. 1831 — Храповицкий, Матвей Евграфович (1784—1847)
136. 1833 — Кайсаров, Паисий Сергеевич (1783—1844)
137. 1833 — Савоини, Еремей Яковлевич (1776—1836)
138. 1834 — Киселёв, Павел Дмитриевич (1788—1872)
139. 1835 — Набоков, Иван Александрович (1787—1852)
140. 1839 — Головин, Евгений Александрович (1782—1858)
141. 1841 — Клейнмихель, Пётр Андреевич (1793—1869)
142. 1841 — Красовский, Афанасий Иванович (1781—1843)
143. 1841 — Нейдгардт, Александр Иванович (1784—1845)
144. 1841 — Пётр Георгиевич, принц Ольденбургский (1812—1881)
145. 1841 — Теслев, Александр Петрович (1778—1847)
146. 1841 — Тимофеев, Василий Иванович (1783—1850)
147. 1841 — Ушаков, Павел Николаевич (1779—1853)
148. 1843 — Адлерберг, Владимир Фёдорович (1791—1884)
149. 1843 — Берг, Фёдор Фёдорович (1794—1874)[К 12]
150. 1843 — Бибиков, Дмитрий Гаврилович (1791—1870)
151. 1843 — Горчаков, Пётр Дмитриевич (1789—1868)
152. 1843 — Исленьев, Николай Александрович (1785—1851)
153. 1843 — Кавелин, Александр Александрович (1793—1850)
154. 1843 — Клингенберг, Карл Фёдорович (1772—1849)
155. 1843 — Княжнин, Борис Яковлевич (1777—1854)
156. 1843 — Лидерс, Александр Николаевич (1790—1874)
157. 1843 — Обручев, Владимир Афанасьевич (1789—1866)
158. 1843 — Полуектов, Борис Владимирович (1779—1843)
159. 1843 — Рейбниц, Карл Павлович (1782—1843)
160. 1843 — Скобелев, Иван Никитич (1778—1849)
161. 1843 — Угрюмов, Павел Александрович (1771—1852)
162. 1843 — Шипов, Сергей Павлович (1789—1876)
163. 1843 — Штегеман, Христофор Осипович (1782—1862)
164. 1845 — Белоградский, Григорий Григорьевич (1773—1851)
165. 1845 — Дризен, Фёдор Васильевич (1781—1851)
166. 1845 — Розен, Роман Фёдорович (1782—1848)
167. 1845 — Хатов, Александр Ильич (1780—1846)
168. 1845 — Шуберт, Фёдор Фёдорович (1789—1865)
169. 1846 — Мандерштерн, Карл Егорович (1785—1862)
170. 1846 — Чеодаев, Михаил Иванович (1785—1859)
171. 1846 — Эристов, Георгий Евсеевич (1769—1863)
172. 1848 — Отрощенко, Яков Осипович (1780—1862)
173. 1848 — Паткуль, Владимир Григорьевич (1783—1855)
174. 1848 — Фридерици, Ермолай Карлович (1779—1869)
175. 1848 — Шульгин, Дмитрий Иванович (1784—1854)
176. 1850 — Анненков, Николай Петрович (1790—1865)
177. 1850 — Крафстрем, Астафий Борисович (1784—1854)
178. 1851 — Арбузов, Алексей Фёдорович (1792—1861)
179. 1851 — Гартунг, Николай Иванович (1783—1859)
180. 1851 — Гурко, Владимир Осипович (1795—1852)
181. 1851 — Купреянов, Павел Яковлевич (1789—1874)
182. 1851 — Панютин, Фёдор Сергеевич (1788—1865)
183. 1852 — Данненберг, Пётр Андреевич (1792—1872)
184. 1852 — Миркович, Фёдор Яковлевич (1789—1866)
185. 1852 — Фёдоров, Павел Иванович (1790—1855)
186. 1853 — Гасфорд, Густав Христианович (1794—1874)
187. 1853 — Муравьёв-Карсский, Николай Николаевич (1794—1866)
188. 1855 — Перовский, Лев Алексеевич (1792—1856)
189. 1856 — Барятинский, Александр Иванович (1815—1879)[К 13]
190. 1856 — Бушен, Христиан Николаевич (1787—1867)
191. 1856 — Голицын, Андрей Михайлович (1792—1863)
192. 1856 — Кокошкин, Сергей Александрович (1796—1861)
193. 1856 — Мансуров, Александр Павлович (1788—1880)
194. 1856 — Муравьёв-Виленский, Михаил Николаевич (1796—1866)
195. 1856 — Неелов, Александр Дмитриевич (1790—1858)
196. 1856 — Офросимов, Михаил Александрович (1797—1868)
197. 1856 — Теннер, Карл Иванович (1783—1859)
198. 1856 — Чевкин, Константин Владимирович (1803—1875)
199. 1857 — Бебутов, Василий Осипович (1791—1858)
200. 1857 — Фролов, Пётр Николаевич (1790—1863)
201. 1858 — Анненков, Николай Николаевич (1799—1865)
202. 1858 — Муравьёв-Амурский, Николай Николаевич (1809—1881)
203. 1859 — Игнатьев, Павел Николаевич (1797—1879)
204. 1859 — Коцебу, Павел Евстафьевич (1801—1884)
205. 1859 — Лабинцов, Иван Михайлович (1802—1883)
206. 1859 — Ливен, Вильгельм Карлович (1800—1880)
207. 1859 — Назимов, Владимир Иванович (1802—1874)
208. 1859 — Ольденбург, Фёдор Фёдорович (1791—?)
209. 1859 — Рамзай, Эдуард Андреевич (1799—1877)
210. 1859 — Рокасовский, Платон Иванович (1797—1869)
211. 1859 — Ростовцев, Яков Иванович (1803—1860)
212. 1859 — Суворов-Рымникский, Александр Аркадьевич (1804—1882)
213. 1859 — Тучков, Павел Алексеевич (1803—1864)
214. 1860 — Зиновьев, Николай Васильевич (1801—1882)
215. 1860 — Липранди, Павел Петрович (1796—1864)
216. 1860 — Николай Фридрих Петр, великий герцог Ольденбургский (1827—1900)
217. 1860 — Паренсов, Дмитрий Тихонович (1778—1868)
218. 1860 — Толмачёв, Афанасий Емельянович (1795—1871)
219. 1860 — Толстой, Николай Матвеевич (1802—1879)
220. 1861 — Врангель, Карл Карлович (1800—1872)
221. 1861 — Дюгамель, Александр Осипович (1801—1880)
222. 1861 — Карлович, Антон Михайлович (1785—?)
223. 1861 — Моллер, Александр Фёдорович (1796—1862)
224. 1861 — Шепелев, Александр Иванович (1797—1872)
225. 1861 — Юрьевич, Семён Алексеевич (1798—1865)
226. 1862 — Бибиков, Аполлон Ильич (1795—1866)
227. 1862 — Витте, Павел Яковлевич (1796—1864)
228. 1862 — Орбелиани, Григорий Дмитриевич (1804—1883)
229. 1862 — Ореус, Фёдор Максимович (1783—1866)
230. 1863 — Ахлёстышев, Дмитрий Дмитриевич (1796—1875)
231. 1863 — Виллем Николас Александр Фредерик Карель Хенрик, принц Оранский (1840—1879)
232. 1863 — Гильденштуббе, Александр Иванович (1801—1884)
233. 1864 — Евдокимов, Николай Иванович (1804—1873)
234. 1864 — Зальца, Владимир Иванович
235. 1864 — Ушаков, Александр Клеонакович (1803—1877)
236. 1864 — Чертов, Павел Аполлонович (1782—1871)
237. 1865 — Дометти, Александр Карлович (1794—1877)
238. 1865 — Желтухин, Владимир Петрович (1798—1878)
239. 1866 — Врангель, Александр Евстафьевич (1804—1880)
240. 1866 — Вяткин, Александр Сергеевич (1796—1871)
241. 1866 — Жерков, Александр Васильевич (1800—1871)
242. 1866 — Козловский, Викентий Михайлович (1797—1873)
243. 1866 — Крылов, Сергей Сергеевич (1801—1867)
244. 1866 — Милютин, Дмитрий Алексеевич (1816—1912)[К 14]
245. 1866 — Ризенкампф, Егор Евстафьевич (1797—1871)
246. 1866 — Семякин, Константин Романович (1802—1867)
247. 1866 — Фредерикс, Борис Андреевич (1797—1874)
248. 1867 — Адлерберг, Максим Фёдорович (1795—1871)
249. 1867 — Белогужев, Александр Николаевич (1787—1869)
250. 1868 — Веригин, Александр Иванович (1807—1891)
251. 1868 — Непокойчицкий, Артур Адамович (1813—1881)
252. 1869 — Адлерберг, Александр Владимирович (1818—1888)
253. 1869 — Баранов, Эдуард Трофимович (1810—1884)
254. 1869 — Бистром, Родриг Григорьевич (1810—1886)
255. 1869 — Бутурлин, Сергей Петрович (1803—1873)
256. 1869 — Глинка-Маврин, Борис Григорьевич (1810—1895)
257. 1869 — Гогель, Григорий Фёдорович (1808—1881)
258. 1869 — Жеребцов, Михаил Иванович (1792—1870)
259. 1869 — Зеленой, Александр Алексеевич (1818—1880)
260. 1869 — Назимов, Владимир Николаевич (1806—1887)
261. 1869 — Паткуль, Александр Владимирович (1817—1877)
262. 1869 — Путята, Дмитрий Васильевич (1806—1889)
263. 1869 — Урусов, Павел Александрович (1807—1886)
264. 1869 — Фридрихс, Александр Карлович (1803—1894)
265. 1869 — Фролов, Илья Степанович (1808—1879)
266. 1869 — Ховен, Христофор Христофорович (1795—1890)
267. 1869 — Хрущёв, Александр Петрович (1806—1875)
268. 1870 — Адлерберг, Николай Владимирович (1819—1892)
269. 1870 — Гейден, Фёдор Логгинович (1821—1900)
270. 1870 — Карлгоф, Николай Иванович (1806—1877)
271. 1870 — Карцов, Александр Петрович (1817—1875)
272. 1870 — Левшин, Дмитрий Сергеевич (1803—1871)
273. 1870 — Манюкин, Захар Степанович (1806—1882)
274. 1870 — Норденстам, Иван Иванович (1802—1882)
275. 1871 — Майдель, Егор Иванович (1817—1881)
276. 1872 — Роговский, Михаил Мартынович (1804—1881)
277. 1873 — Бруннер, Андрей Осипович (1814—1894)
278. 1873 — Святополк-Мирский, Дмитрий Иванович (1824—1899)
279. 1873 — Тулубьев, Алексей Александрович (1804—1883)
280. 1874 — великий князь Александр Александрович (император Александр III) (1845—1894)
281. 1875 — Ливен, Александр Карлович (1801—1880)
282. 1876 — Волков, Сергей Иванович (1807—1879)
283. 1876 — Опочинин, Алексей Петрович (1807—1885)
284. 1877 — Баранов, Николай Трофимович (1808—1883)
285. 1877 — Радецкий, Фёдор Фёдорович (1820—1890)
286. 1878 — Баумгартен, Александр Карлович (1815—1883)
287. 1878 — Воронцов, Семён Михайлович (1823—1882)
288. 1878 — Ган, Александр Фёдорович (1809—1895)
289. 1878 — Ганецкий, Иван Степанович (1810—1887)
290. 1878 — Ганецкий, Николай Степанович (1815—1904)
291. 1878 — Дондуков-Корсаков, Александр Михайлович (1820—1893)
292. 1878 — Дрентельн, Александр Романович (1820—1888)
293. 1878 — Зотов, Павел Дмитриевич (1824—1879)
294. 1878 — Игнатьев, Николай Павлович (1832—1908)
295. 1878 — Индрениус, Бернгард Эммануилович (1812—1884)
296. 1878 — Исаков, Николай Васильевич (1821—1891)
297. 1878 — Казнаков, Николай Геннадьевич (1823—1885)
298. 1878 — Козлянинов, Николай Фёдорович (1818—1892)
299. 1878 — Криденер, Николай Павлович (1811—1891)
300. 1878 — Кушелев, Сергей Егорович (1821—1890)
301. 1878 — Левашов, Николай Васильевич (1827—1888)
302. 1878 — Меллер-Закомельский, Николай Иванович (1813—1887)
303. 1878 — Минквиц, Александр Фёдорович (1816—1882)
304. 1878 — Своев, Владимир Никитич (1815—1886)
305. 1878 — Семека, Владимир Саввич (1816—1897)
306. 1879 — Бельгард, Валериан Александрович (1812—1895)
307. 1880 — великий князь Владимир Александрович (1847—1909)
308. 1880 — Голицын, Николай Сергеевич (1809—1892)
309. 1880 — Филипсон, Григорий Иванович (1805—1883)
310. 1881 — Бабкин, Григорий Данилович (1803—1888)
311. 1881 — Белевцов, Дмитрий Николаевич (1798—1883)
312. 1881 — Длотовский, Эраст Константинович (1807—1887)
313. 1881 — Жигмонт, Семён Осипович (1812—1886)
314. 1881 — Жуковский, Евгений Михайлович (1814—1883)
315. 1881 — Одинцов, Алексей Алексеевич (1803—1886)
316. 1881 — Ольшевский, Мелентий Яковлевич (1816—1895)
317. 1881 — Скобелев, Михаил Дмитриевич (1843—1882)
318. 1881 — Степанов, Пётр Александрович (1805—1891)
319. 1882 — Барклай-де-Толли-Веймарн, Александр Петрович (1824—1905)
320. 1882 — Вельяминов, Николай Николаевич (1822—1892)
321. 1882 — Дараган, Дмитрий Иванович (1813—1892)
322. 1883 — Аминов, Адольф Иванович (1806—1884)
323. 1883 — Базин, Иван Алексеевич (1803—1887)
324. 1883 — Ванновский, Пётр Семёнович (1822—1904)
325. 1883 — Дадиани, Григорий Леванович (1814—1901)
326. 1883 — Кармалин, Николай Николаевич (1824—1900)
327. 1883 — Корсаков, Никита Васильевич (1821—1890)
328. 1883 — Мещеринов, Григорий Васильевич (1827—1901)
329. 1883 — Миллер, Николай Иванович (1808—1889)
330. 1883 — Озеров, Сергей Петрович (1809—1884)
331. 1883 — Развадовский, Константин Иванович (1814—1885)
332. 1883 — Ралль, Василий Фёдорович (1818—1883)
333. 1883 — Ребиндер, Константин Григорьевич (1824—1886)
334. 1883 — Самсонов, Гавриил Петрович (1814—1896)
335. 1883 — Сиверс, Евгений Егорович (1818—1893)
336. 1883 — Циммерман, Аполлон Эрнестович (1825—1884)
337. 1883 — Шатилов, Павел Николаевич (1822—1887)
338. 1883 — Шаховской, Алексей Иванович (1821—1900)
339. 1883 — Шернваль, Карл Андреевич (1813—1904)
340. 1883 — Штюрмер, Людвиг Людвигович (1829—1886)
341. 1884 — Богацкий, Иван Антонович (?)
342. 1884 — Зиновьев, Василий Васильевич (генерал) (1814—1888)
343. 1884 — Казимирский, Александр Алексеевич (?—1885)
344. 1884 — Копьев, Сергей Петрович (1821—1893)
345. 1884 — Нагель, Александр Павлович (1818—?)
346. 1884 — Никитин, Александр Павлович (1824—1891)
347. 1885 — Гартонг, Николай Павлович (1818—1892)
348. 1885 — Гедеонов, Иван Михайлович (1816—1907)
349. 1885 — Деллингсгаузен, Эдуард Карлович (1824—1888)
350. 1885 — Колпаковский, Герасим Алексеевич (1819—1896)
351. 1885 — Муханов, Илья Дмитриевич (1816—1893)
352. 1885 — Мясковский, Август Иванович (?)
353. 1885 — Риман, Карл Фёдорович (1816—1887)
354. 1885 — Рооп, Христофор Христофорович (1831—1917)
355. 1885 — Старицкий, Иван Михайлович (1814—1907)
356. 1885 — Фиркс, Александр Александрович (1817—1889)
357. 1886 — Багговут, Карл Фёдорович (1810—1895)
358. 1886 — Веревкин, Владимир Николаевич (1821—1896)
359. 1886 — Гренквист, Фёдор Иванович (1821—1902)
360. 1886 — Левашов, Фёдор Никитович (1829—1896)
361. 1886 — Мандерштерн, Александр Карлович (1817—1888)
362. 1886 — Обручев, Николай Владимирович (1833—1886)[7]
363. 1886 — Рихтер, Оттон Борисович (1830—1908)
364. 1886 — Ромишевский, Владислав Феликсович (1818—?)
365. 1886 — Свечин, Александр Алексеевич (1826—1896)
366. 1887 — Богуславский, Александр Петрович (1824—1893)
367. 1887 — Клемм, Оскар Карлович (1822—1891)
368. 1887 — Марк, Михаил Эммануилович (1809—н/р 1891)
369. 1887 — Обручев, Николай Николаевич (1830—1904)
370. 1887 — Россетер, Фёдор Фёдорович (1816—?)
371. 1887 — Хоментовский, Пётр Михайлович (1819—1900)
372. 1887 — Штакельберг, Александр Карлович (1818—1895)
373. 1887 — Шувалов, Павел Андреевич (1830—1908)
374. 1888 — Голицын, Сергей Павлович (1815—1888)
375. 1888 — Нотбек, Владимир Васильевич (1825—1894)
376. 1888 — Фрейганг, Александр Васильевич (1821—1896)
377. 1889 — Вернер, Адольф Иванович (1824—1902)
378. 1889 — Желтухин, Василий Романович (1823—1889)
379. 1889 — Корево, Венцеслав Станиславович (1824—1899)
380. 1889 — Кузьминский, Павел Васильевич (1826—1915)
381. 1889 — Окерблом, Христиан Густавович (1822—1900)
382. 1889 — Ребиндер, Александр Алексеевич (1826—1913)
383. 1890 — Аллер, Александр Самойлович (1824—1895)
384. 1890 — Дурново, Пётр Павлович (1835—1919)
385. 1890 — Миркович, Михаил Фёдорович (1836—1891)
386. 1890 — Рылеев, Александр Михайлович (1830—1907)
387. 1890 — Салацкий, Виктор Дмитриевич (?)
388. 1891 — Алхазов, Яков Кайхосрович (1826—1896)
389. 1891 — Анучин, Дмитрий Гаврилович (1833—1900)
390. 1891 — Дандевиль, Виктор Дезидериевич (1826—1907)
391. 1891 — Драгомиров, Михаил Иванович (1830—1905)
392. 1891 — Имеретинский, Александр Константинович (1837—1900)
393. 1891 — Комаров, Александр Виссарионович (1830—1905)
394. 1891 — Кузьмин, Илья Александрович (1819—1895)
395. 1891 — Офросимов, Евфимий Яковлевич (1826—1896)
396. 1891 — Павлов, Платон Петрович (1834—1904)
397. 1891 — Петрушевский, Михаил Фомич (1832—1893)
398. 1891 — Штейнгель, Вячеслав Владимирович (1823—1897)
399. 1892 — Анненков, Михаил Николаевич (1835—1899)
400. 1892 — Гренгаген, Густав Борисович (1823—1909)
401. 1892 — Данилов, Михаил Павлович (1825—1906)
402. 1892 — Данилович, Григорий Григорьевич (1825—1906)
403. 1892 — Залесов, Николай Гаврилович (1828—1896)
404. 1892 — Карцов, Павел Петрович (1821—1892)
405. 1892 — Корф, Андрей Николаевич (1831—1893)
406. 1892 — Мезенцов, Пётр Иванович (1824—1897)
407. 1892—1893 — Оболенский, Николай Сергеевич (1823—1914)
408. 1892 — Скворцов, Николай Николаевич (1827—1895)
409. 1892 — Штерн фон Гвяздовский, Иван Самойлович (1822—1892)
410. 1892 — Эллис, Александр Вениаминович (1825—1907)
411. 1892 — Якимович, Александр Алексеевич (1829—1903)
412. 1893 — Горемыкин, Александр Дмитриевич (1832—1904)
413. 1893 — Курлов, Григорий Никанорович (1823—1902)
414. 1893 — Лаврентьев, Александр Иванович (1830—1894)
415. 1893 — Миркович, Александр Фёдорович (1834—н/р 1917)
416. 1893 — Нарбут, Александр Николаевич (1822—1894)
417. 1893 — Татищев, Иван Дмитриевич (1830—1913)
418. 1893 — Чемерзин, Алексей Яковлевич (1825—1902)
419. 1893 — Эльжановский, Казимир Юлианович (1832—1904)
420. 1894 — Вендланд, Антон Адольфович (1827—1897)
421. 1894 — Гиренков, Георгий Леонтьевич (1830—1894)
422. 1894 — Дуве, Николай Оттович (1826—1902)
423. 1894 — Зверев, Николай Яковлевич (1830—1907)
424. 1894 — Махотин, Николай Антонович (1830—1903)
425. 1894 — Троцкий, Виталий Николаевич (1835—1901)
426. 1895 — Власов, Георгий Петрович (1824—1906)
427. 1895 — Игельстром, Генрих Густавович (1825—1899)
428. 1895 — Крживоблоцкий, Яков Степанович (1832—1900)
429. 1895 — Лейхт, Степан Андреевич (1831—1907)
430. 1895 — Малахов, Николай Николаевич (1827—1908)
431. 1895 — Рихтер, Александр Карлович (1834—1896)
432. 1895 — Розенбах, Николай Оттонович (1836—1901)
433. 1895 — Цытович, Эраст Степанович (1830—1898)
434. 1895 — Яновский, Василий Иванович (1828—1907)
435. 1896 — Авинов, Сергей Александрович (1831—1906)
436. 1896 — Бобровский, Павел Осипович (1832—1905)
437. 1896 — Величко, Филадельф Кириллович (1833—1898)
438. 1896 — Гершельман, Константин Иванович (1825—1898)
439. 1896 — Голицын, Григорий Сергеевич (1838—1907)
440. 1896 — Зедделер, Логгин Логгинович (1831—1899)
441. 1896 — Леер, Генрих Антонович (1829—1904)
442. 1896 — Максимовский, Михаил Семёнович (1832—1917)
443. 1896 — Павлов, Иван Петрович (1830—1909)
444. 1896 — Стебницкий, Иероним Иванович (1832—1897)
445. 1896 — Шульман, Николай Густавович (1828—1900)
446. 1897 — Бобриков, Николай Иванович (1839—1904)
447. 1897 — Косич, Андрей Иванович (1833—1917)
448. 1897 — Ломакин, Николай Павлович (1830—1902)
449. 1897 — Маркозов, Василий Иванович (1838—1908)
450. 1898 — Вревский, Александр Борисович (1834—1910)
451. 1898 — Ган, Дмитрий Карлович (1831—1907)
452. 1898 — Гурчин, Александр Викентьевич (1833—1902)
453. 1898 — Дмитровский, Виктор Иванович (1834—1902)
454. 1898 — Домонтович, Михаил Алексеевич (1830—1902)
455. 1898 — Дукмасов, Павел Григорьевич (1838—1911)
456. 1898 — Духовский, Сергей Михайлович (1838—1901)
457. 1898 — Евгений Максимилианович, герцог Лейхтенбергский (1847—1901)
458. 1898 — Комаров, Константин Виссарионович (1832—1912)
459. 1898 — Максимович, Василий Николаевич (1832—?)
460. 1898 — Разгильдеев, Пётр Анемподистович (1834—1900)
461. 1898 — Скалон, Василий Данилович (1835—1907)
462. 1898 — Столетов, Николай Григорьевич (1834—1912)
463. 1898 — Струков, Александр Петрович (1840—1911)
464. 1898 — Эллис, Николай Вениаминович (1829—1902)
465. 1899 — Батьянов, Михаил Иванович (1835—1916)
466. 1899 — Бернгардт, Владимир Андреевич (1836—1914)
467. 1899 — Веймарн, Фёдор Петрович (1831—1913)
468. 1899 — Водар, Александр Карлович (1836—1915)
469. 1899 — Горчаков, Николай Павлович (1831—1918)
470. 1899 — Грессер, Николай Аполлонович (1827—1903)
471. 1899 — Любовицкий, Юлиан Викторович (1836—1908)
472. 1899 — Перлик, Пётр Тимофеевич (1836—1914)
473. 1899 — Симонов, Александр Иванович (1829—1903)
474. 1899 — Трейтер, Василий Васильевич (1830—1912)
475. 1899 — Щербатов, Александр Петрович (1836—?)
476. 1900 — Брок, Николай Петрович (1839—1919)
477. 1900 — Голохвастов, Владимир Петрович (1833—1905)
478. 1900 — Гродеков, Николай Иванович (1843—1913)
479. 1900 — Гюббенет, Оскар Яковлевич (1835—1906)
480. 1900 — Жерве, Владимир Константинович (1833—1900)
481. 1900 — Жилинский, Станислав Иванович (1838—1901)
482. 1900 — Зеземан, Эдуард Эдуардович (1836—1903)
483. 1900 — Зыков, Сергей Павлович (1831—?)
484. 1900 — Казанский, Павел Петрович (1834—?)
485. 1900 — Комаровский, Дмитрий Егорович (1837—1901)
486. 1900 — Курсель, Виктор Магнусович (1836—?)
487. 1900 — Кутайсов, Павел Ипполитович (1837—1911)
488. 1900 — Лео, Михаил Христофорович (1825—1904)
489. 1900 — Лобко, Павел Львович (1838—1905)
490. 1900 — Озеров, Алексей Фёдорович (1839—1907)
491. 1900 — Прокопе, Виктор Борисович (1839—1906)
492. 1900 — Фельдман, Иоганн-Николай Александрович (1831—?)
493. 1900 — Шелковников, Иван Яковлевич (1836—1901)
494. 1900 — Шульгин, Александр Николаевич (1836—1911)
495. 1901 — Беневский, Аркадий Семёнович (1840—1910)
496. 1901 — Гриппенберг, Оскар-Фердинанд Казимирович (1838—1915)
497. 1901 — Козен, Александр Фёдорович (1833—1916)
498. 1901 — Куропаткин, Алексей Николаевич (1848—1925)
499. 1901 — Левачёв, Илларион Михайлович (1837—1901)
500. 1901 — Паренсов, Пётр Дмитриевич (1843—1914)
501. 1901 — Остен-Дризен, Николай Фёдорович (1839—1911)
502. 1901 — Петров, Николай Иванович (1841—1905)
503. 1901 — Плаксин, Вадим Васильевич (1832—1908)
504. 1901 — Пузыревский, Александр Казимирович (1845—1904)
505. 1901 — Фельдман, Фёдор Александрович (1835—1902)
506. 1901 — Чайковский, Митрофан Петрович (1840—1903)
507. 1902 — Бобриков, Георгий Иванович (1840—1924)
508. 1902 — Витторф, Владимир Павлович (1835—1907)
509. 1902 — Турбин, Николай Матвеевич (1832—1913)
510. 1902 — Ушаков, Кирилл Андреевич (1832—1907)
511. 1902 — Христиани, Василий Васильевич (1841—1902)
512. 1902 — Цеймерн, Николай Максимович (1839—1915)
513. 1903 — Акерман, Николай Юльевич (1840—1907)
514. 1903 — Войде, Карл-Август-Фридрих Маврикиевич (1833—1905)
515. 1903 — Гродеков, Владимир Иванович (1838—1910)
516. 1903 — Мевес, Михаил Троянович (1835—1905)
517. 1903 — Нарбут, Михаил Александрович (1837—1917)
518. 1903 — Соболев, Леонид Николаевич (1844—1913)
519. 1903 — Фрезе, Александр Александрович (1840—н/р 1918)
520. 1903 — Штубендорф, Отто Эдуардович (1837—1918)
521. 1904 — Барковский, Иван Фомич (1831—?)
522. 1904 — Боголюбов, Андрей Андреевич (1841—1909)
523. 1904 — Головин, Николай Михайлович (1836—1911)
524. 1904 — Лазарев, Пётр Степанович (1839—?)
525. 1904 — Линевич, Николай Петрович (1838—1908)
526. 1904 — Маслов, Игнатий Петрович (1840—?)
527. 1904 — Ордынский, Иван Иванович (1833—1912)
528. 1904 — Пантелеев, Александр Ильич (1838—1919)
529. 1904 — Прокопе, Герман Борисович (1841—1905)
530. 1904 — Ридигер, Александр Николаевич (1838—1910)
531. 1904 — Фредерикс, Лев Александрович (1839—1914)
532. 1904 — Шмит, Александр Оттович (1833—1916)
533. 1904 — Юнаков, Леонтий Авксентьевич (1838—1905)
534. 1905 — Газенкампф, Михаил Александрович (1843—1913)
535. 1905 — Гуро, Генрих-Гельмут-Георгий Степанович (1835—1907)
536. 1905 — Карасс, Иван Александрович (1838—1910)
537. 1905 — Каульбарс, Николай Васильевич (1842—1905)
538. 1905 — Корольков, Николай Иванович (1837—1906)
539. 1905 — Кублицкий, Пётр Софронович (1845—1905)
540. 1905 — Кутневич, Николай Борисович (1837—1915)
541. 1905 — Македонский, Константин Константинович (1838—?)
542. 1905 — Мальцов, Иван Сергеевич (1847—1920)
543. 1905 — Митрофанов, Валериан Сергеевич (1837—1914)
544. 1905 — Мылов, Сергей Николаевич (1842—н/р 1911)
545. 1905 — Павловский, Николай Акимович (1845—1927)
546. 1905 — Роговский, Александр Иванович (1848—1917)
547. 1905 — Шаликов, Михаил Яковлевич (1831—1909)
548. 1906 — Адамович, Антон Сигизмундович (1831—1911)
549. 1906 — Артамонов, Николай Дмитриевич (1840—1919)
550. 1906 — Барабаш, Яков Фёдорович (1838—1910)
551. 1906 — Барятинский, Владимир Анатольевич (1843—1914)
552. 1906 — Бутурлин, Дмитрий Сергеевич (1850—1920)
553. 1906 — Гапонов, Леонтий Васильевич (1846—1907)
554. 1906 — Гребенщиков, Яков Александрович (1837—1907)
555. 1906 — Грибский, Константин Николаевич (1845—н/р 1917)
556. 1906 — Гудим-Левкович, Павел Константинович (1842—1907)
557. 1906 — Дерюгин, Михаил Евсеевич (1838—1906)
558. 1906 — Долгоруков, Николай Сергеевич (1840—1913)
559. 1906 — Драке, Людвиг Людвигович (1842—1916)
560. 1906 — Зарубаев, Николай Платонович (1843—1912)
561. 1906 — Засулич, Михаил Иванович (1843—1910)
562. 1906 — Кршивицкий, Константин Фадеевич (1840—1910)
563. 1906 — Маслов, Николай Николаевич (1846—1912)
564. 1906 — Меллер-Закомельский, Александр Николаевич (1844—1928)
565. 1906 — Нидермиллер, Николай Егорович (1849—н/р 1917)
566. 1906 — Острогорский, Алексей Николаевич (1840—1917)
567. 1906 — Пневский, Вячеслав Иванович (1848—н/р 1921)
568. 1906 — Поволоцкий, Иван Максимович (1842—1914)
569. 1906 — Раабен, Рудольф Самойлович (1843—?)
570. 1906 — Разгонов, Константин Осипович (1843—1911)
571. 1906 — Ростковский, Феликс Яковлевич (1841—1920)
572. 1906 — Сахаров, Всеволод Викторович (1851—1935)
573. 1906 — Скугаревский, Аркадий Платонович (1847—?)
574. 1906 — Сухомлинов, Владимир Александрович (1848—1926)
575. 1906 — Уссаковский, Евгений Евгеньевич (1851—1935)
576. 1906 — Фадеев, Семён Андреевич (1835—1909)
577. 1906 — Щербов-Нефедович, Павел Осипович (1847—1918)
578. 1906 — Якубовский, Иван Иосифович (1838—1911)
579. 1907 — Аникеев, Пётр Никанорович (1844—?)
580. 1907 — Басков, Владимир Онисимович (1842—1909)
581. 1907 — Вейс, Константин Александрович (1839—1917)
582. 1907 — великий князь Константин Константинович (1858—1915)
583. 1907 — Глазов, Владимир Гаврилович (1848—1918)
584. 1907 — Дембовский, Леонид Матвеевич (1838—1908)
585. 1907 — Дзичканец, Алексей Иосифович (1842—н/р 1917)
586. 1907 — Дуроп, Константин Николаевич (1843—1911)
587. 1907 — Ионов, Михаил Ефремович (1846—1924)
588. 1907 — Комаров, Дмитрий Наркизович (1839—?)
589. 1907 — Палицын, Фёдор Фёдорович (1851—1923)
590. 1907 — Протопопов, Александр Павлович (1849—1909)
591. 1907 — Резвой, Дмитрий Модестович (1843—1912)
592. 1907 — Редигер, Александр Фёдорович (1853—1920)
593. 1907 — Сапожников, Иван Дмитриевич (1831—1909)
594. 1907 — Селиванов, Андрей Николаевич (1847—1917)
595. 1907 — Фролов, Пётр Александрович (1852—?)
596. 1907 — Фуллон, Иван Александрович (1844—1920)
597. 1908 — Андреев, Михаил Семёнович (1848—1919)
598. 1908 — Ашеберг, Николай Павлович (1846—?)
599. 1908 — Баженов, Пётр Николаевич (1840—?)
600. 1908 — Белявский, Николай Николаевич (1846—?)
601. 1908 — Богданович, Евгений Васильевич (1829—1914)
602. 1908 — Зальца, Антон Егорович (1843—1916)
603. 1908 — Кашталинский, Николай Александрович (1849—1917)
604. 1908 — Мешетич, Николай Фёдорович (1850—1910)
605. 1908 — Надаров, Иван Павлович (1851—1922)
606. 1908 — Сенницкий, Викентий Викентьевич (1847—1944)
607. 1908 — Смирнов, Владимир Васильевич (1849—1918)
608. 1908 — Шатилов, Николай Павлович (1849—1919)
609. 1908 — Шевцов, Александр Прохорович (1853—1918)
610. 1909 — Жилинский, Иосиф Ипполитович (1834—?)
611. 1909 — Зеленый, Александр Семёнович (1839—1913)
612. 1909 — Курганович, Константин Осипович (1851—?)
613. 1909 — Лермантов, Дмитрий Дмитриевич (1839—1909)
614. 1909 — Одинцов, Дмитрий Александрович (1852—?)
615. 1909 — Остен-Сакен, Эрнест Рудольфович (1846—1911)
616. 1909 — Рузский, Николай Владимирович (1854—1918)
617. 1909 — Рыльке, Генрих Данилович (1845—?)
618. 1909 — Соллогуб, Василий Устинович (1848—1916)
619. 1910 — Богаевский, Иван Венедиктович (1846—1918)
620. 1910 — Алексеев, Константин Михайлович (1851—1917)
621. 1910 — Брилевич, Александр Васильевич (1851—?)
622. 1910 — Гернгросс, Александр Алексеевич (1851—1925)
623. 1910 — Дебогорий-Мокриевич, Николай Павлович (1840—?)
624. 1910 — Закржевский, Николай Иосифович (1853—?)
625. 1910 — Кондратович, Киприан Антонович (1859—1932)
626. 1910 — Лебедев, Александр Николаевич (1853—?)
627. 1910 — Логинов, Пётр Петрович (1842—1910)
628. 1910 — Лузанов, Пётр Фомич (1848—?)
629. 1910 — Маврин, Алексей Алексеевич (1854—н/р 1920)
630. 1910 — Мартсон, Фёдор Владимирович (1853—1916)
631. 1910 — Михневич, Николай Петрович (1849—1927)
632. 1910 — Ольховский, Пётр Дмитриевич (1852—1936)
633. 1910 — Ольшевский, Владимир Петрович (1851—?)
634. 1910 — Орлов, Владимир Александрович (1852—?)
635. 1910 — Романенко, Иван Андреевич (1851—1922)
636. 1910 — Русанов, Сергей Иванович (1847—1910)
637. 1910 — Сандецкий, Александр Генрихович (1851—1918)
638. 1910 — Экк, Эдуард Владимирович (1851—1937)
639. 1910 — Яковлев, Пётр Петрович (1852—?)
640. 1911 — Бутовский, Николай Дмитриевич (1850—?)
641. 1911 — Вишняков, Евгений Петрович (1841—1916)
642. 1911 — Глебов, Николай Иванович (1848—?)
643. 1911 — Глуховский, Александр Иванович (1838—1912)
644. 1911 — Гусаков, Епифаний Арсеньевич (1850—1916)
645. 1911 — Данилов, Владимир Николаевич (1852—1914)
646. 1911 — Долинский, Пётр Иннокентьевич (1852—?)
647. 1911 — Забелин, Александр Фёдорович (1856—1933)
648. 1911 — Зубов, Владимир Николаевич (1837—1912)
649. 1911 — Зуев, Дмитрий Петрович (1854—1917)
650. 1911 — Клауз, Павел Фёдорович (1846—?)
651. 1911 — Ожаровский, Владимир Фёдорович (1848—1911)
652. 1911 — Поливанов, Алексей Андреевич (1855—1920)
653. 1911 — Поляков, Владимир Алексеевич (1852—?)
654. 1911 — Пыхачёв, Николай Аполлонович (1851—1932)
655. 1911 — Романов, Михаил Яковлевич (1848—1915)
656. 1911 — Свидзинский, Эдмунд-Леопольд Фердинандович (1848—?)
657. 1911 — Тихменев, Валериан Павлович (1851—?)
658. 1911 — Шуваев, Дмитрий Савельевич (1854—1937)
659. 1911 — Эверт, Алексей Ермолаевич (1852—1926)
660. 1912 — Агапеев, Николай Еремеевич (1849—?)
661. 1912 — Адлерберг, Александр Александрович (1849—1931)
662. 1912 — Благовещенский, Александр Александрович (1854—?)
663. 1912 — Бухгольц, Владимир Егорович (1850—1929)
664. 1912 — Высотский, Виктор Викторович (1857—1938)
665. 1912 — Грек, Виктор Константинович (1849—?)
666. 1912 — Загоскин, Михаил Николаевич (1851—?)
667. 1912 — Зернец, Николай Андреевич (1852—1917)
668. 1912 — Зметнов, Георгий Александрович (1859—1913)
669. 1912 — Иллюстров, Иакинф Иванович (1845—н/р 1917)
670. 1912 — Мушруб-Шавердов, Илья Иванович (1853—?)
671. 1912 — Мышлаевский, Александр Захарьевич (1856—1920)
672. 1912 — Нищенков, Владимир Никанорович (1852—?)
673. 1912 — Подвальнюк, Николай Иванович (1848—?)
674. 1912 — Радкевич, Евгений Александрович (1851—1930)
675. 1912 — Светлов, Николай Егорович (1852—?)
676. 1912 — Сиверс, Фаддей Васильевич (1853—н/р 1920)
677. 1912 — Троцкий, Владимир Иоанникиевич (1847—?)
678. 1912 — Чурин, Алексей Евграфович (1852—1916)
679. 1912 — Шванк, Леопольд-Эдуард Александрович (1849—?)
680. 1912 — Шкинский, Яков Фёдорович (1858—1938)
681. 1912 — Янушевский, Халил Александрович (1845—?)
682. 1913 — Алиев, Эрис-Хан-Султан-Гирей[8] (1855—1920)
683. 1913 — Артамонов, Леонид Константинович (1859—1932)
684. 1913 — Берхман, Георгий Эдуардович (1854—1929)
685. 1913 — Богуцкий, Фёдор Кононович (1850—1913)
686. 1913 — Бонсдорф, Аксель Робертович (1839—1919)
687. 1913 — великий князь Николай Михайлович (1859—1919)
688. 1913 — Войшин-Мурдас-Жилинский, Ипполит Паулинович (1856—1926)
689. 1913 — Гейсман, Платон Александрович (1851—1919)
690. 1913 — Гернет, Константин Карлович (1844—?)
691. 1913 — Гершельман, Дмитрий Константинович (1859—1913)
692. 1913 — Епанчин, Николай Алексеевич (1857—1941)
693. 1913 — Ерофеев, Михаил Родионович (1857—1941)
694. 1913 — Иванов, Михаил Никитич (1852—1914)
695. 1913 — Иевреинов, Александр Иоасафович (1851—1929)
696. 1913 — Кайгородов, Михаил Никифорович (1853—1918)
697. 1913 — Квашнин-Самарин, Константин Петрович (1848—?)
698. 1913 — Корнеев, Владимир Петрович (1854—?)
699. 1913 — Лангоф, Карл-Фридрих-Август Фёдорович (1856—1929)
700. 1913 — Лечицкий, Платон Алексеевич (1856—1923)
701. 1913 — Мартос, Николай Николаевич (1858—1933)
702. 1913 — Мрозовский, Иосиф Иванович (1857—1934)
703. 1913 — Огановский, Пётр Иванович (1851—?)
704. 1913 — Перекрестов, Андрей Александрович (1851—?)
705. 1913 — Петеров, Эрнест-Яков Каспарович (1851—?)
706. 1913 — Пиотровский, Бронислав-Адольф Игнатьевич (1849—?)
707. 1913 — Саввич, Павел Сергеевич (1857—?)
708. 1913 — Соймонов, Иван Гаврилович (1859—?)
709. 1913 — Филипповский, Николай Иванович (1848—?)
710. 1913 — Черневский, Василий Иванович (1840—?)
711. 1913 — Эбелов, Михаил Исаевич (1855—1919)
712. 1913 — Юрковский, Владимир Иванович (1857—1913)
713. 1913 — Ясенский, Венедикт Алоизиевич (1851—1915)
714. 1914 — Алексеев, Михаил Васильевич (1857—1918)
715. 1914 — Архипов, Владимир Александрович (1855—?)
716. 1914 — Бабич, Михаил Павлович (1844—1918)
717. 1914 — Баланин, Дмитрий Васильевич (1857—1928)
718. 1914 — Безрадецкий, Дмитрий Николаевич (1853—?)
719. 1914 — Беляев, Михаил Алексеевич (1863—1918)
720. 1914 — Бринкен, Александр-Павел Фридрихович (1859—1917)
721. 1914 — Волошинов, Фёдор Афанасьевич (1852—1919)
722. 1914 — Горбатовский, Владимир Николаевич (1851—1924)
723. 1914 — Данилов, Георгий Никифорович (1866—1937)
724. 1914 — Данилов, Николай Александрович (1867—1934)
725. 1914 — Евреинов, Леонид Дмитриевич (1847—?)
726. 1914 — Клодт, Эдуард Карлович (1855—1919)
727. 1914 — Лайминг, Павел Александрович (1854—?)
728. 1914 — Орлов, Николай Александрович (1855—?)
729. 1914 — Померанцев, Илиодор Иванович (1847—1921)
730. 1914 — Рагоза, Александр Францевич (1858—1919)
731. 1914 — Радко-Дмитриев, Радко Дмитриевич (1859—1918)
732. 1914 — Сидорин, Леонтий Леонтьевич (1852—1918)
733. 1914 — Сирелиус, Леонид-Отто Оттович (1859—1920)
734. 1914 — Сычевский, Аркадий Валерианович (1860—1927)
735. 1914 — Утгоф, Лев Карлович (1852—1918)
736. 1914 — Ферсман, Евгений Александрович (1855—1937)
737. 1914 — Флейшер, Рафаил Николаевич (1852—1916)
738. 1914 — Флуг, Василий Егорович (1860—1955)
739. 1914 — Щербачёв, Дмитрий Григорьевич (1857—1932)
740. 1914 — Янушкевич, Николай Николаевич (1868—1918)
741. 1915 — Васильев, Фёдор Николаевич (1858—1923)
742. 1915 — Вебель, Фердинанд Маврикиевич (1855—1919)
743. 1915 — Вендт, Фёдор Христианович (1857—?)
744. 1915 — Волков, Аркадий Николаевич (1854—1919)
745. 1915 — Гурский, Александр Михайлович (1856—?)
746. 1915 — Добротин, Сергей Фёдорович (1854—?)
747. 1915 — Дорошевский, Николай Федотович (1855—1919)
748. 1915 — Душкевич, Александр Александрович (1853—1918)
749. 1915 — Зегелов, Александр Александрович (1858—1939)
750. 1915 — Кабаков, Константин Яковлевич (1840—?)
751. 1915 — Комаров, Николай Николаевич (1855—?)
752. 1915 — Краузе, Николай Фридрихович (1853—?)
753. 1915 — Кун, Александр Владимирович (1846—1916)
754. 1915 — Леш, Леонид Вильгельмович (1862—1934)
755. 1915 — Лопушанский, Николай Яковлевич (1852—1917)
756. 1915 — Мухин, Пётр Петрович (1857—?)
757. 1915 — Олохов, Владимир Аполлонович (1857—1920)
758. 1915 — Осипов, Николай Васильевич (1850—?)
759. 1915 — Порецкий, Александр Николаевич (1855—1915)
760. 1915 — Потоцкий, Пётр Платонович (1855—?)
761. 1915 — Саввич, Сергей Сергеевич (1863—1939)
762. 1915 — Слюсаренко, Владимир Алексеевич (1857—1933)
763. 1915 — Смородский, Павел Андреевич (1856—?)
764. 1915 — Юденич, Николай Николаевич (1862—1933)
765. 1916 — Альфтан, Владимир Алексеевич (1860—1940)
766. 1916 — Арбузов, Василий Алексеевич (1858—1917)
767. 1916 — Балуев, Пётр Семёнович (1857—1923)
768. 1916 — Бутовский, Алексей Дмитриевич (1838—1917)
769. 1916 — Зайончковский, Андрей Медардович (1862—1926)
770. 1916 — Клембовский, Владислав Наполеонович (1860—1921)
771. 1916 — Коверский, Эдуард Аврелианович (1837—1916)
772. 1916 — Креховецкий-Ющенко, Сергей Фёдорович (1857—?)
773. 1916 — Крюков, Григорий Васильевич (1837—1917)
774. 1916 — Петров, Александр Карпович (1856—?)
775. 1916 — Пржевальский, Михаил Алексеевич (1859—1934)
776. 1916 — Протопопов, Николай Иванович (1853—?)
777. 1916 — Стельницкий, Станислав Феликсович (1854—?)
778. 1916 — Тимченко-Рубан, Николай Иванович (1849—?)
779. 1916 — Торклус, Фёдор Иванович (1858—?)
780. 1916 — Федотов, Иван Иванович (1855—?)
781. 1916 — Холявко, Иван Михайлович (1858—1916)
782. 1916 — Черков, Павел Платонович (1846—?)
783. 1916 — Шатилов, Владимир Павлович (1855—1928)
784. 1917 — Артамонов, Михаил Константинович (1857—?)
785. 1917 — Белькович, Леонид Николаевич (1859—?)
786. 1917 — Бобровский, Николай Петрович (1855—?)
787. 1917 — Болотов, Владимир Васильевич (1856—1938)
788. 1917 — Витте, Владимир Владимирович (1859—?)
789. 1917 — Вольский, Сигизмунд Викторович (1852—?)
790. 1917 — Воронец, Дмитрий Николаевич (1852—1932)
791. 1917 — Воронов, Николай Михайлович (1859—?)
792. 1917 — Востросаблин, Николай Николаевич (1854—?)
793. 1917 — Долгов, Дмитрий Александрович (1860—1939)
794. 1917 — Зейфарт, Александр Александрович (1835—1918)
795. 1917 — Кирилин, Николай Владимирович (1855—1917)
796. 1917 — Корнилов, Лавр Георгиевич (1870—1918)
797. 1917 — Крылов, Константин Александрович (1860—1930)
798. 1917 — Лашкевич, Николай Алексеевич (1856—?)
799. 1917 — Марков, Сергей Дмитриевич (1862—?)
800. 1917 — Рихтер, Гвидо Казимирович (1855—1919)
801. 1917 — Ходорович, Николай Александрович (1857—1936)
802. 1917 — Черемисов, Владимир Андреевич (1871—после 1937)
803. 1917 — Шильдер, Владимир Александрович (1855—1925)
804. 1917 — Эрдели, Иван Георгиевич (1870—1939)

#### Комментарии
1. ↑  С 1807 года — генерал-фельдмаршал.
2. ↑  С 1797 года — генерал-фельдмаршал.
3. ↑  С 1807 года — генерал-фельдмаршал.
4. ↑  С 1797 года — генерал-фельдмаршал.
5. ↑  С 1812 года — генерал-фельдмаршал.
6. ↑  С 1814 года — генерал-фельдмаршал.
7. ↑  С 1826 года — генерал-фельдмаршал.
8. ↑  С 1850 года — генерал-фельдмаршал.
9. ↑  С 1856 года — генерал-фельдмаршал.
10. ↑  С 1829 года — генерал-фельдмаршал.
11. ↑  С 1829 года — генерал-фельдмаршал.
12. ↑  С 1865 года — генерал-фельдмаршал.
13. ↑  С 1859 года — генерал-фельдмаршал.
14. ↑  С 1898 года — генерал-фельдмаршал.

## Западная Европа

General der Infanterie

Чин (воинское звание) генерала инфантерии младше фельдмаршала и выше генерал-лейтенанта начали использовать в некоторых государствах (Нидерландах, Пруссии) с конца XVII века; в XVIII веке оно появилось в Саксонии и Ганновере, в XIX веке — в Баварии. В 1908 году введено в Австро-Венгрии.
Германия до 1945 г.
В нацистской Германии звание General der Infanterie (ру: Генерал от инфантерии) стояло ниже звания генерал-фельдмаршала и генерал-полковника и выше генерал-лейтенанта. Немецкий генерал от инфантерии обычно командовал армейским корпусом, армейской группой, редко — армией.
Австро-Венгрия до 1918 г.
В вооружённых силах Австро-Венгрии звание Генерал от инфантерии / General der Infanterie
стояло ниже звания генерал-полковника и выше генерал-лейтенанта.